# Engeløya
Engeløya est une île norvégienne, qui appartient administrativement à la municipalité de Steigen dans le comté de Nordland .

## Géographie
L'île a une superficie de 69 km2. L'intérieur de l'île est montagneux, tandis qu'il y a des plaines fertiles le long des côtes sud et ouest, bien qu'Engeløya soit située à plus de 100 km au nord du cercle polaire arctique . Le point culminant est le Trohornet, qui atteint 649 mètres d'altitude. La population en 2001 était de 694 habitants   puis de 615 habitants en 2016. Elle est en déclin depuis 1950. L'activité principale est l'élevage de bétail puis vient la pêche et le tourisme lié aux Lofoten .
L'île est reliée au continent par les ponts d'Engeløy, un haut pont du continent à l'îlot Ålstadsøya et un pont bas du continent à Engeløya. Les ponts, inaugurés en 1978, mènent la route 835 jusqu'à l'île. À Grådussan, dans la partie nord-ouest de l'île, il y a l'aérodrome d'Engeløy avec une piste en herbe de 600 mètres, lancé comme une initiative privée par le fermier Harald Elvik, qui a rendu son champ disponible. L'aérodrome portant le code OACI ENEN peut être utilisé une grande partie de l'année, mais un permis d'atterrissage doit être obtenu à l'avance 

## Histoire et aspects touristiques
Engeløya possède des monuments antiques de l' âge du bronze et de l' âge du fer ainsi que de l' âge viking, où l'on pense que l'île était le siège d'un chef viking . On l'appelle donc aussi le «royaume de l'âge du fer». On pensait auparavant que l' agriculture à Engeløya n'avait commencé que vers l'an 0, probablement avec la culture du seigle et de l' orge ; mais l' archéologue Johan E. Arntzen a trouvé des preuves étayant  sa théorie selon laquelle l'agriculture sur le site remonte à 500 av. J.-C.
Il y a sur l'île un tumulus de galets qiu est considéré comme datant de l'âge du bronze et est donc le plus septentrional de la Norvège. Sur Engeløya, il y eut des hommes devenus célèbres, comme Øyvind Kindrive, qui selon la saga d' Olav Tryggvason a été torturé à mort par le roi parce qu'il ne voulait pas être christianisé. Ulv Raneson, Sigurd Raneson (marié à la demi-sœur du roi Magnus III Skjaldvor et en conflit avec le roi Sigurd le croisé), partirent à l'époque de la colonisation de l'Islande mais périrent en mer.
À Sandvågan se trouve une vieille pierre sacrificielle  en forme de bol. Elle s'appelle donc Skålgropstenen et se dresse au milieu d'une plaine - face à l' ouest, comme la plupart des anciens sites rituels d'Engeløya, où le Skålgropstenen lui-même a dû fonctionner comme un site sacrificiel. L' archéologue danois Povl Simonsen  affirme dans Fortidsminner nord for Polarsirkelen (1970) qu'il n'y a que deux pierres sacrificielles de ce type dans le nord de la Norvège, l'une sur Sørøya au large de Hammerfest, l'autre sur Engeløya. Cette dernière a une datation extrêmement incertaine - et est datée dans une période allant de 1500 av. J.-C. à 1000 apr. J.-C., soit une incertitude de 2 500 ans. Certains pots avec des os sciés ont fait naître des soupçons selon lesquels le cannibalisme pourrait avoir été pratiqué lors de rituels anciens.
Plus récents, les vestiges de la grande fortification allemande de la Seconde Guerre mondiale, la Batterie Dietl . L'un des trois grands bunkers est maintenant converti en musée. Les autres sites touristiques incluent Steigen Bygdetun, qui est un petit musée en plein air aménagé en lien avec l'ancienne résidence médicale de l'île. Il y a également le noisetier sauvage le plus septentrional du monde ; et autres chênes et châtaigniers .
L'église de Steigen est une église en brique avec des vestiges datant du XIIIe ou XIVe siècle, et l'une des rares églises romanes du comté de Nordland. Les fouilles suggèrent qu'il se trouvait un cimetière plus ancien, daté à l'aide de pièces de monnaie trouvées sur les lieux et datant des années 1000. En 1657, la foudre s’abattit une première fois sur  l'église; puis trois fois au XVIIe siècle. Le toit a brûlé, laissant l'église sans toit pendant de longues périodes, avec d'importants dommages à l'intérieur.
L'île est l'un des nombreux endroits des pays nordiques associés à la légende de Hagbard et Signe . La légende forme la base de la pièce de théâtre de la saga Steigen, qui est jouée tous les deux ans à Vollmoen Amfi.